# Fillomino

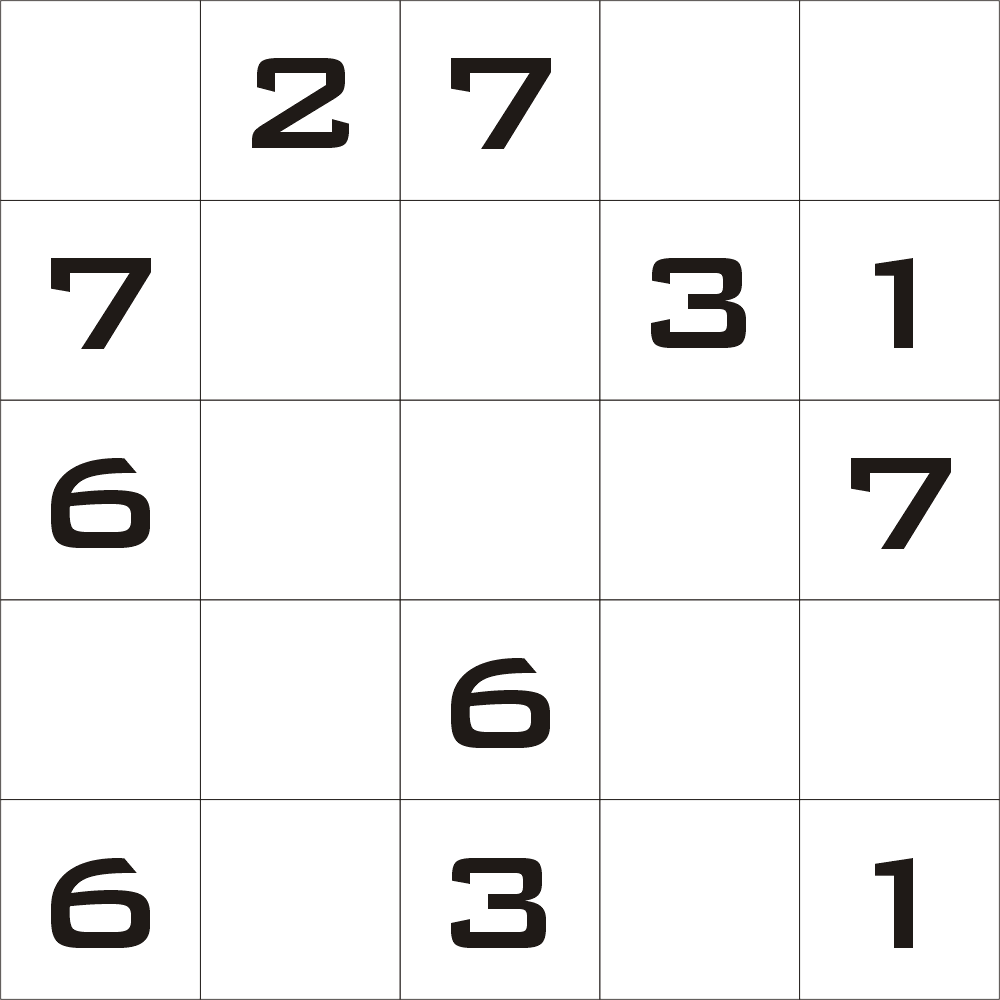
Beispiel eines Fillominos

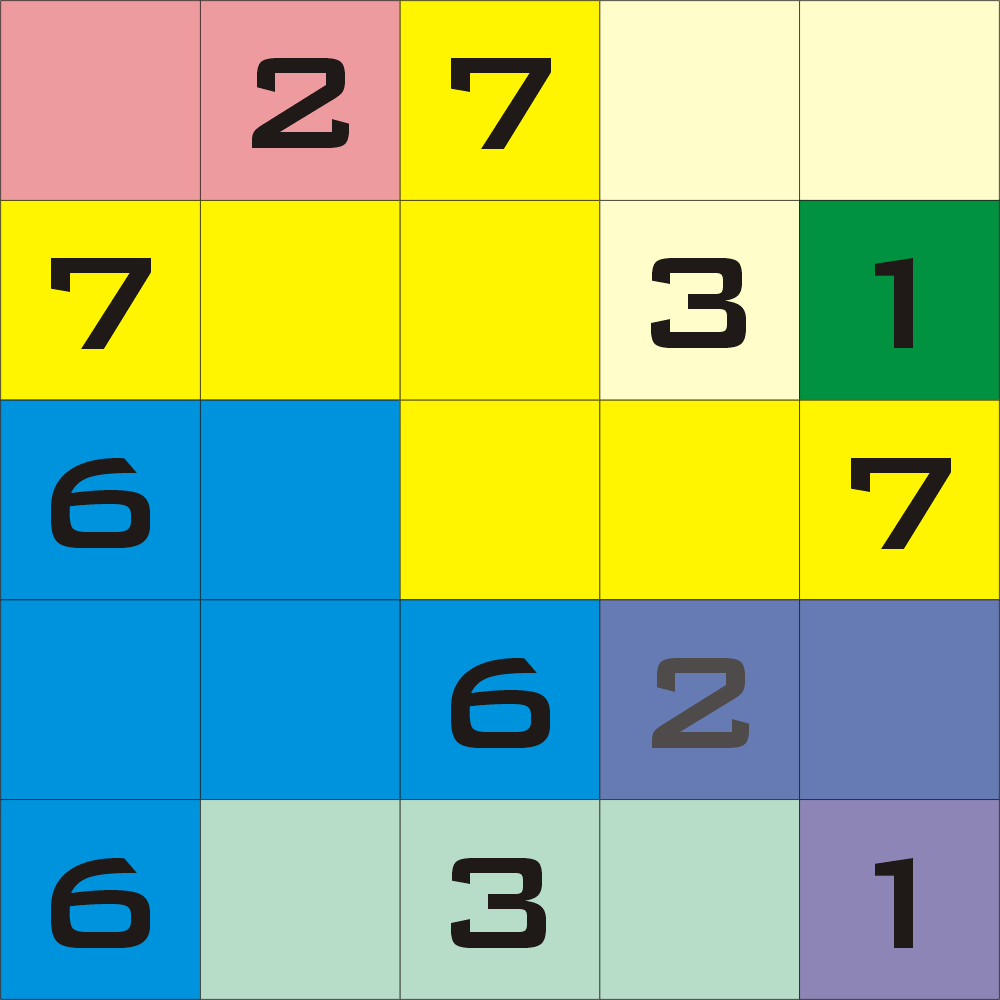
Zugehörige Lösung

Fillomino (japanisch フィルオミノ) ist ein Rätsel, das von der japanischen Zeitschrift Nikoli veröffentlicht wird.

## Regeln
Fillomino wird auf einem rechteckigen Gitter von beliebiger Größe gespielt, dessen Linien oft gepunktet eingezeichnet sind. Einige Quadrate sind mit Zahlen markiert.
Ziel des Spieles ist es, das Rechteck mit zusammenhängenden Bausteinen (Polyominos) auszufüllen. Die Größe dieser Bausteine wird durch die Zahlen festgelegt; jede Zahl befindet sich in einem Baustein, der genau so viele Quadrate enthält, wie diese Zahl angibt.
Zwei Bausteine derselben Größe dürfen keine gemeinsame Grenze haben.
Anders als bei anderen japanischen Zahlenrätseln gibt es kein Eins-zu-Eins-Verhältnis zwischen den Bausteinen und den gegebenen Zahlen. Ein Baustein kann mehrere gleiche Zahlen enthalten und es können in den Lücken Bausteine vorkommen, die überhaupt keine Zahl tragen. Für diese Lücken muss dann auch erschlossen werden, was für Polyominos regelgerecht hineinpassen. Im Beispiel rechts musste beispielsweise noch eine Zwei eingefügt werden.
Normalerweise wird die Lösung eindeutig durch die vorgegebenen Zahlen festgelegt.

## Lösungsstrategie

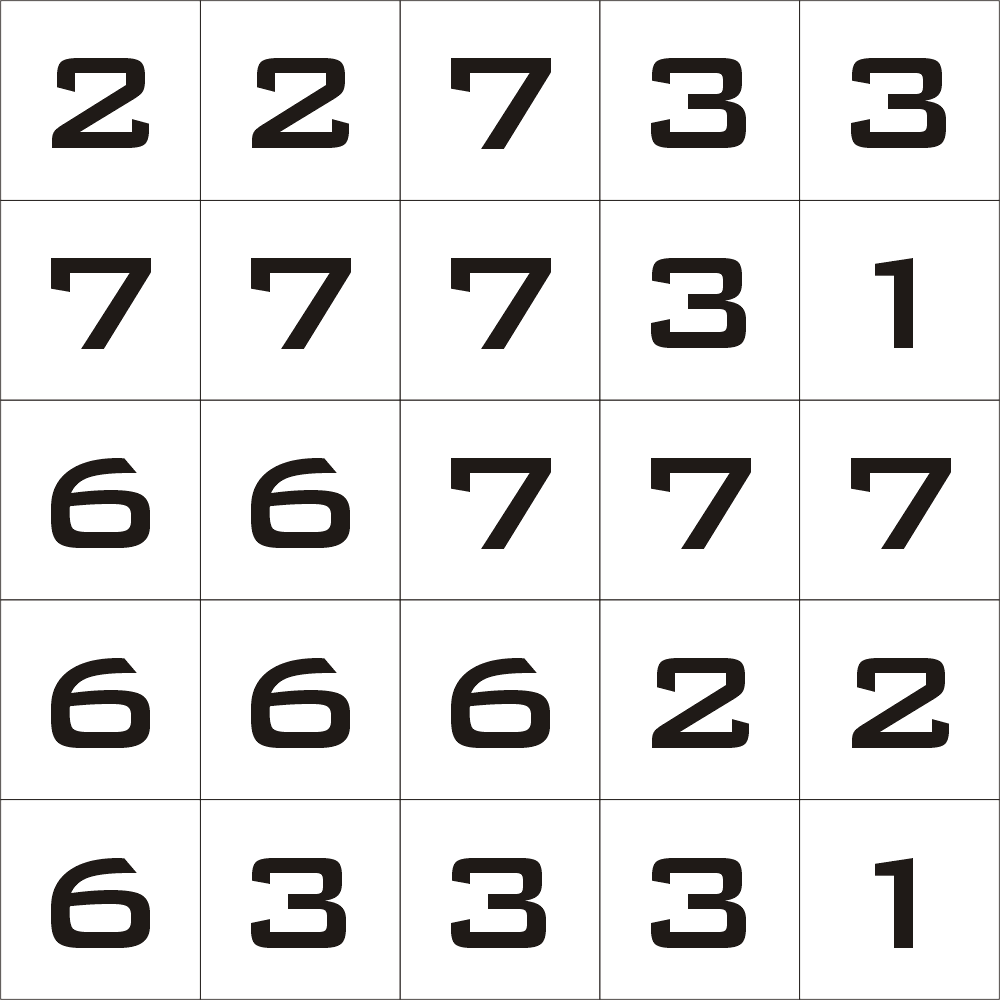
Lösung mit Zahlenbereichen

Zur Lösung eines Fillomino versucht man typischerweise zuerst, für einzelne Zahlen ihre zugehörigen Bereiche festzulegen, die sich dann nach und nach zur richtigen Lösung ergänzen lassen.
Da Fillominos oftmals nur mit Bleistift gelöst werden, ist es oft besser, die Bausteine nicht durch Farben oder andere Markierungen festzulegen, sondern dadurch, dass man weitere Zahlen ergänzt, sodass sich jede Zahl in einem Bereich von ebenso vielen Zahlen befindet.
Eine Eins befindet sich immer in einem Baustein, der nur aus dieser Zahl besteht. Da zwei gleich große Bausteine nicht angrenzen dürfen, kann also keine weitere Eins in deren Nähe liegen.
Oftmals ist es hilfreich, die Gesamtanzahl der Felder eines Fillomino mit der Summe der vorgegebenen Zahlen zu vergleichen, da man so einen Überblick bekommen kann, wie viele Zahlen in gemeinsamen Bereichen liegen müssen.